# Distrito de Kapurthala
Kapurthala (en punyabí: ਕਪੂਰਥਲਾ ਜ਼ਿਲਾ) es un distrito de la India en el estado de Punyab. Código ISO: IN.PB.KA.
Comprende una superficie de 1646 km².
El centro administrativo es la ciudad de Kapurthala.

## Demografía
Según censo 2011 contaba con una población total de 817 668 habitantes, de los cuales 390 009 eran mujeres y 427 659 varones.

## Localidades
- Chachoki